# Departamentul Goure
Departamentul Goure este un departament din  regiunea Zinder, Niger, cu o populație de 227.400 locuitori (2001).